# Maria Ludwika Hiszpańska (1782–1824)
Maria Ludwika Józefa Antonina Wincenta Burbon (ur. 6 lipca 1782 Madrycie, zm. 13 marca 1824 w Rzymie) – w latach 1801–1803 królowa Etrurii i regentka w imieniu swojego niepełnoletniego syna.
Maria Ludwika urodziła się jako córka Karola IV, króla Hiszpanii (1748–1819) i jego małżonki Marii Luizy (1751–1819), córki Filipa, księcia Parmy i jego żony Ludwiki Elżbiety, księżniczki francuskiej. Urodziła się w Pałacu Królewskim w La Granja de San Ildefonso pod Segowią i została nazwana na cześć swojej matki. Jej dzieciństwo było szczęśliwe - Maria Ludwika była ulubioną córką swoich rodziców i nazywano ją powszechnie Luisetta.

## Małżeństwo

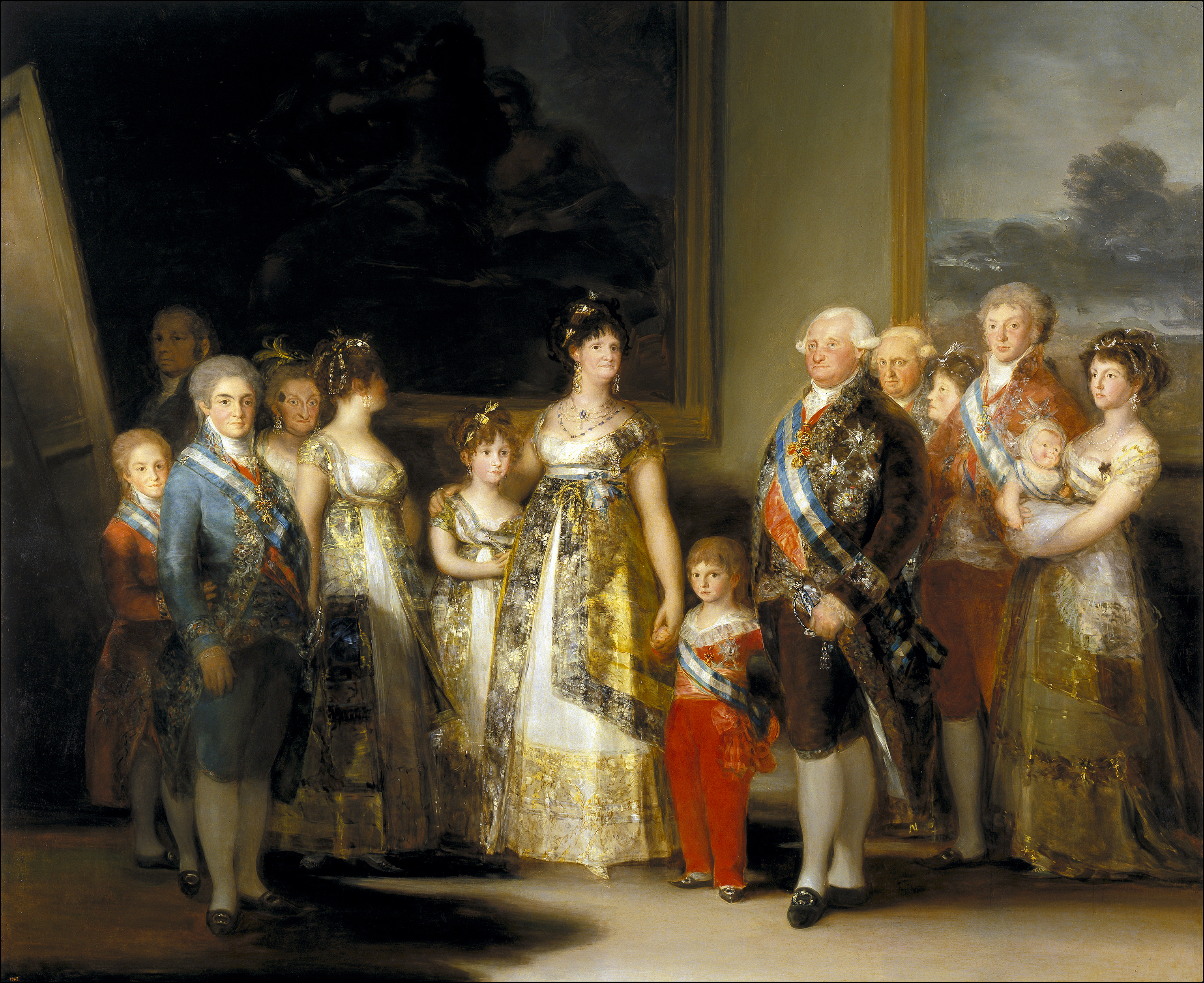
Rodzina Karola IV, obraz Francisca Goi

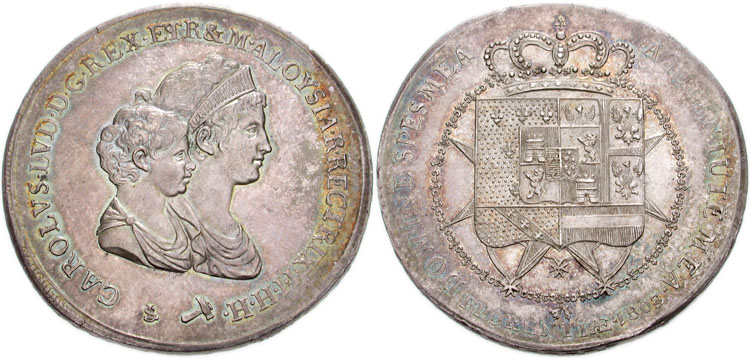
Moneta przedstawiająca Marię Ludwikę i jej syna

25 sierpnia 1795 Maria Ludwika wyszła za mąż za Ludwika I Parmeńskiego (1773–1803), pierwszego króla Etrurii, który otrzymał z tej okazji tytuł infanta. Był on synem Ferdynanda I Parmeńskiego i arcyksiężniczki austriackiej - Marii Amalii Habsburg. Pierwotnie Ludwik miał poślubić starszą siostrę Marii Ludwiki - Marię Amalię, jednak rodzice sióstr zmienili zdanie. Uroczystość ślubna odbyła się w Madrycie (w tym samym dniu Maria Amelia poślubiła swojego wuja - infanta Antoniego). Mimo że Maria Ludwika i Ludwik byli całkowicie różnymi ludźmi, ich małżeństwo było szczęśliwe. Para doczekała się dwojga dzieci:
1. Karola II (Karola Ludwika Ferdynanda) (1799–1883), przyszłego władcy,
2. Marii Ludwiki Charlotty (1802–1857), żony księcia Maksymiliana Wettyna (wdowca po jej ciotce Karolinie), nie miała dzieci, ale była macochą m.in. dla królów: Fryderyka Augusta II i Jana I.

## Dalsze życie
Po śmierci męża w 1803 roku, Maria Ludwika objęła regencję nad swym małoletnim synem. Kiedy w 1807 roku królestwo Etrurii zostało zajęte przez Francję, udała się do Hiszpanii. Po abdykacji jej ojca w 1808 roku zamieszkała w Parmie. W 1811 próbowała uciec do Wielkiej Brytanii, jednak ucieczka się nie powiodła. Maria Ludwika została przeniesiona do rzymskiego klasztoru, w którym przebywała do 1814 roku. Kongres wiedeński oddał jej Księstwo Lukki.
W 1876 papież Pius IX ogłosił ją błogosławioną.